# Название Англии

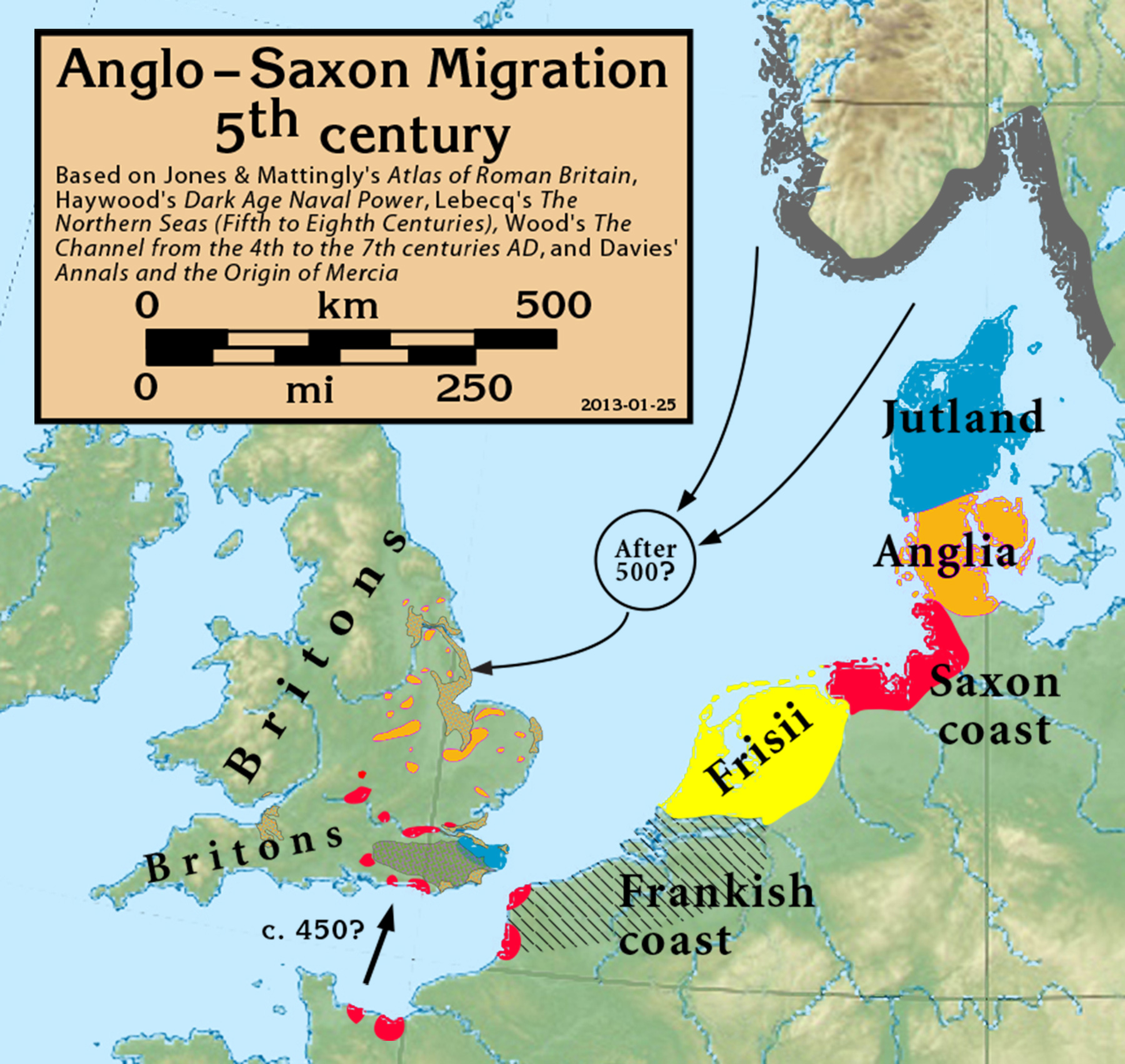
Миграция германских племён на Британские острова в V веке, согласно хроникам Беды Достопочтенного

Англия (англ. England [ˈɪŋɡlənd]) — административно-политическая часть Соединённого Королевства Великобритании и Северной Ирландии. Название «Англия» происходит от древнеанглийского слова Englaland, что означает «земля англов». Самое раннее письменное использование термина «Engla londe» содержится в переводе конца IX века на древнеанглийский язык трактата «Церковная история народа англов» историка и богослова Беды Достопочтенного.
Англы были одним из германских племён, которые поселились на территории современной Великобритании в раннем средневековье. Англы были выходцами с полуострова Ангельн, расположенного в восточной части Ютландии в районе Кильской бухты (ныне — германская земля Шлезвиг-Гольштейн). Самое раннее упоминание названия «англы» встречается в труде Тацита I века «Германия», в котором используется латинское слово лат. Anglii. Этимология названия племени оспаривается лингвистами; было высказано предположение, что оно происходит от формы полуострова Ангельн, схожей с углом. Англы, переселившиеся на Британские острова, стали именоваться «англосаксы», чтобы отличить их от континентальных саксов (англ. Eald-Seaxe), обитавших между реками Везер и Эйдер в северной Германии. В шотландском гэльском языке, который использовался на острове Великобритания, англосаксы дали свое название территории — «Sasunn»; аналогично, валлийское название для Англии — «Saesneg».
В 825—830 годах король Уэссекса Эгберт объединил семь английских королевств в одну наследственную монархию, получившую название «Англия». Некоторые историки считают Эгберта первым королём Англии. Внук Эгберта, Альфред Великий (871—899), явился освободителем и устроителем государства и первым из королей Уэссекса стал называть себя королём Англии.
В древнейшей летописи Англии — «Англосаксонской хронике» — записано, что «Книга Страшного суда» — первая всеобщая поземельная перепись, проведённая в 1085—1086 годах по приказу Вильгельма Завоевателя — охватывала всю Англию, то есть «Английское королевство»; но спустя несколько лет в Хронике было отмечено, что шотландский король Малькольм III (1058—1093) направился «из Шотландии в Лотиан в Englaland», то есть было использовано более древнее название.
Согласно Оксфордскому словарю английского языка, современное написание топонима «Англия» (England) установилось лишь к 1538 году.

## Неофициальные названия
Альтернативным названием для Англии является «Альбион». Название «Альбион» первоначально относилось ко всему острову Великобритания. Самое раннее известное упоминание этого названия содержится в сочинении Псевдо-Аристотеля «De mundo» (греч. Περὶ Κόσμου) (IV век до н. э.). Псевдо-Аристотель отмечал, что к северу от континента «есть два очень больших острова: Британские острова, Альбион и Иерне [Великобритания и Ирландия]»
Об этимологии названия «Альбион» есть две версии. Согласно одной, название восходит к праиндоевропейскому корню *albho- («белый», ср. лат. albus), что, возможно, связано с меловыми белыми скалами Дувра — единственной частью Британии, видимой с европейского материка. Другая версия — что название «Альбион» происходит от праиндоевропейского *alb- («холм»).
В настоящее время название «Альбион» употребляется в самой Англии в возвышенном стиле, в других странах — обычно в несколько ироническом смысле. Также это название широко используется в массовой культуре и мифологии, в частности, в мифологии Уильяма Блейка.
Другим романтическим названием Англии является Lloegyr — валлийское название для Англии, популярное благодаря использованию в легендах Артурианского цикла.

### на русском языке
- Никонов В. А. Краткий топонимический словарь / ред. Е. И. Белёв. — М.: Мысль, 1966. — 509 с. — 32 000 экз.
- Англия / Н. М. Польская // А — Ангоб. — М. : Советская энциклопедия, 1969. — (Большая советская энциклопедия : [в 30 т.] / гл. ред.  А. М. Прохоров ; 1969—1978, т. 1).
- Поспелов Е. М. Географические названия мира. Топонимический словарь / отв. ред. Р. А. Агеева. — 2-е изд., стереотип. — М.: Русские словари, Астрель, АСТ, 2002. — 512 с. — 3000 экз. — ISBN 5-17-001389-2.
- Словарь географических названий зарубежных стран / А. М. Комков. — М.: Недра, 1986. — 459 с.

### на английском языке
- Crystal D. The Stories of English (англ.). — The Overlook Press[англ.], 2004. — ISBN 978-1-58567-601-9.
- Molyneaux, G. The Formation of the English Kingdom in the Tenth Century (англ.). — Oxford University Press, 2015. — ISBN 978-0-19-871791-1.
- Ripley G. The New American Cyclopædia[англ.] (англ.). — D. Appleton & Company[англ.], 1869.
- Room A. Placenames of the World: Origins and Meanings of the Names for Over 5000 Natural Features, Countries, Capitals, Territories, Cities (англ.). — McFarland & Company, 2006. — ISBN 978-0-7864-2248-7.